# Lamenu
Le lamenu (ou lamen ou lewo ou varmali) est une langue océanienne parlée au Vanuatu par 850 locuteurs, principalement dans le nord d’Epi et sur l’île Lamen, mais également à Port-Vila (village Sara) et Luganville.
La population de Lamenu et d’Epi était supérieure à 14 000 habitants mais a été réduite à moins de 800 au début du XXe siècle en raison des maladies et de facteurs économiques.